# Metal Mad
Metal Mad és el 21è àlbum del grup de música heavy metal Loudness, publicat el 2008.

## Cançons
1. Fire Of Spirit
2. Metal Mad
3. High Flyer
4. Spellbound #9
5. Crimson Paradox
6. Black And White
7. Whatsoever
8. Call Of The Reaper
9. Can't Find My Way
10. Gravity
11. Transformation

## Formació
- Minoru Niihara - Veus
- Akira Takasaki - Guitarra
- Masayoshi Yamashita - baix
- Munetaka Higuchi - bateria